# Martín Domingo de Guzmán y Niño
 Martín Domingo de Guzmán y Niño  (Madrid, 25 de febrero de 1658-Madrid, 11 de mayo de 1722), IV  marqués de Montealegre,  marqués de Quintana del Marco, fue un aristócrata español que sirvió en la Real Casa. 

## Vida y familia
Hijo de Pedro Núñez de Guzmán, III marqués de Montealegre y de María Petronila Niño de Porres Enríquez de Guzmán,  condesa de Villaumbrosa. Su familia arrastraba largos servicios a la corona habiendo sido su bisabuelo camarero mayor del emperador Fernando I de Habsburgo y su padre Presidente del Consejo de Castilla entre 1669 y 1677. 
Ya joven empezó a servir en la Real Casa pues en 1674 fue nombrado bracero de la Reina Mariana de Austria y, un año más tarde,  Gentilhombre de la Real Cámara. Murió su padre en 1678 heredando sus títulos nobiliarios y, en 1681, casó con Teresa Spínola y Colonna, hija de Pablo Spínola Doria, III  marqués de los Balbases.  
En 1690 fue nombrado capitán de la Guardia Alemana. El rey Carlos II, queriendo premiar su devoción, le concedió el 5 de octubre de 1698 la Grandeza de España y, un año más tarde, le hizo Capitán de la Guardia española. Confirmado por Felipe V como gentilhombre,  mantuvo en 1705 la capitanía de la Guardia el ser ésta reorganizada según el modelo francés. 
Como Gentilhombre más antiguo y por estricta razón de veteranía, el rey lo designó su Sumiller de Corps interino entre 1709 y 1715, siendo el 18 de julio de este último año nombrado con carácter de titular, cargo que desempeñaría hasta su fallecimiento.